# Colorado Tennis Classic 2000
Il Colorado Tennis Classic 2000 è stato un torneo di tennis facente parte della categoria ATP Challenger Series nell'ambito dell'ATP Challenger Series 2000. Il torneo si è giocato a Denver negli Stati Uniti dal 12 al 18 giugno 2000 su campi in terra rossa.

## Vincitori

### Singolare
Lior Mor ha battuto in finale  Alejandro Hernández con il punteggio di 6–3, 6–4

### Doppio
Jonathan Erlich /  Lior Mor hanno battuto in finale  Noam Behr /  Andy Ram con il punteggio di 6–4, 5–7, 6–2